# 480 p.n.e.
| [ Edytuj tabelę ] | |
| Władca Chin       | - 520 p.n.e. Jingwang 476 p.n.e.                                                                               |
| Król Epiru        | - 480 p.n.e. Admetos 450 p.n.e.                                                                                |
| Król Kartaginy    | - 510 p.n.e. Hamilkar Magonida 480 p.n.e. - 480 p.n.e. Hannon 440 p.n.e.                                       |
| Król Macedonii    | - 498 p.n.e. Aleksander I 454 p.n.e.                                                                           |
| Władca Persji     | - 486 p.n.e. Kserkses I 465 p.n.e.                                                                             |
| Król Sparty       | - 490 p.n.e. Leonidas I 480 p.n.e. - 480 p.n.e. Plejstarchos 459 p.n.e. - 491 p.n.e. Leotychidas II 469 p.n.e. |
| Król Sydonu       | - 480 p.n.e. Tetramnestos 480 p.n.e.                                                                           |
| Król Syngalezów   | - 504 p.n.e. Panduvasdeva 474 p.n.e.                                                                           |
| Tyran Syrakuz     | - 485 p.n.e. Gelon 478 p.n.e.                                                                                  |
| Król Tracji       | - 480 p.n.e. Teres I 445 p.n.e.                                                                                |
| Król Tyru         | - 480 p.n.e. Mattan III 480 p.n.e.                                                                             |

Rok 480 p.n.e.
stulecia: VI wiek p.n.e. ~
V wiek p.n.e. ~
IV wiek p.n.e.

lata: 490 p.n.e. «
484 p.n.e. «
483 p.n.e. «
482 p.n.e. «
481 p.n.e. «
480 p.n.e. »
479 p.n.e. »
478 p.n.e. »
477 p.n.e. »
476 p.n.e. »
470 p.n.e.

## Wydarzenia
- II wojna Greków z Persami.
  - 11 sierpnia
    - Persowie pokonali Spartan w bitwie pod Termopilami.
    - Persowie zwyciężyli  Greków w bitwie morskiej pod Artemizjonem.

  - Persowie złupili Ateny.
  - 28 września – II wojna perska: flota grecka pod dowództwem Temistoklesa wygrała w bitwie pod Salaminą.

- Syrakuzańczycy pobili Kartagińczyków w bitwie pod Himerą na Sycylii.
- Początek rozpadu państwa chińskiego (zobacz: Epoka Walczących Królestw).
- Zwycięstwo armii rzymskiej nad wojskami Wejów i Etrusków w bitwie pod Wejami.

## Urodzili się
- Eurypides, dramaturg grecki
- Antyfont, grecki sofista

## Zmarli
- 11 sierpnia - Leonidas I, król Sparty (zginął w bitwie pod Termopilami)
- dokładna data nieznana - Hamilkar I, król Kartaginy (zginął w bitwie pod Himerą)